# CGP-7930
CGP-7930 je jedinjenje koje se koristi u naučnim istraživanjima kao pozitivni alosterni modulator GABAB receptor. On ima anksiolitičko dejstvo u životinjskim studijama, kao i sinergističke efekte sa  agonistima, poput baklofena i GHB. On umanjuje samo-administraciju etanola i kokaina.